# Oskar-von-Miller-Turm

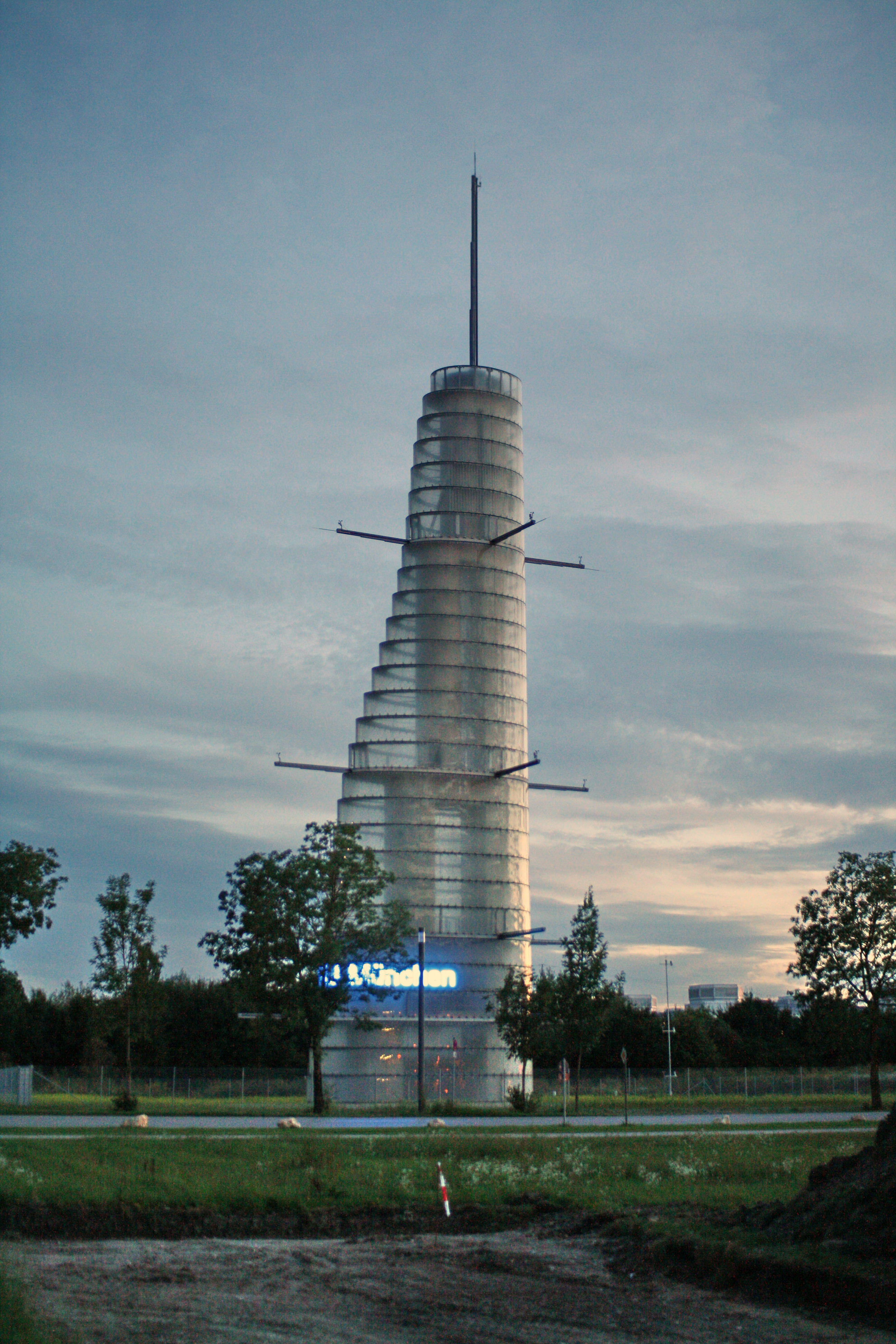
Oskar-von-Miller-Turm

Der Oskar-von-Miller-Turm (nach dem Bauingenieur Oskar von Miller) ist der 2010 fertiggestellte meteorologische Messturm der Technischen Universität München in Garching. Der Entwurf für die von einem Plexiglasmantel umgebene Stahlbetonkonstruktion stammt vom Münchener Architektenbüro Deubzer König + Rimmel. Die Bauarbeiten wurden ausgeführt von der Alpine Bau Deutschland AG (insolvent 2013). Der Oskar-von-Miller-Turm ist 52 Meter hoch, mit der Nadel 62 Meter und trägt in 5, 10, 20, 35 und 50 Metern, jeweils in alle vier Himmelsrichtungen ausgerichtet, die Messgeräte. 1350 ovale Leuchtdioden an der Turmspitze zeigen das Logo der TU München. Weitere 3570 Leuchtdioden in Höhe des fünften Rings zeigen aktuelle Wetterdaten.

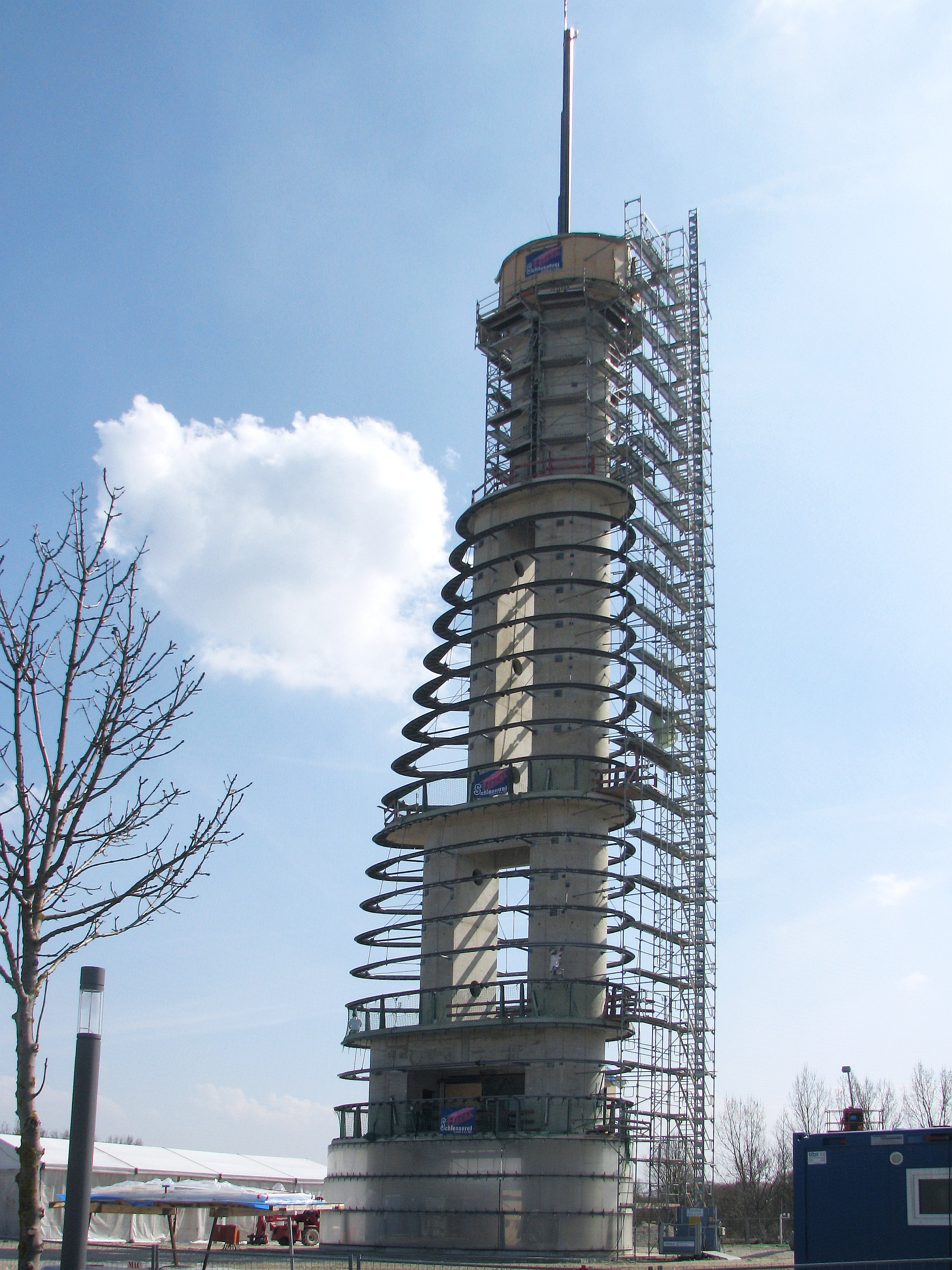
Turm im Bau vor Anbringung der Plexiglasumhüllung (2009)

Der Turm ist das neue Wahrzeichen des Campus Garching. Er löste den alten Meteomast in der Campusmitte ab. Die Kosten für das Bauwerk beliefen sich auf insgesamt 6,1 Mio. €.
Die Erhebung der Wetterdaten ist für die Betriebsgenehmigung der Forschungs-Neutronenquelle Heinz Maier-Leibnitz notwendig, des Nachfolgers des Garchinger Atomeis.